# Seville Mons
Il Seville Mons è una struttura geologica della superficie di Giapeto.